# Åsenhöga socken
Åsenhöga socken i Småland ingick i Mo härad (före 1869 i Västbo och Östbo härader), ingår sedan 1971 i Gnosjö kommun i Jönköpings län och motsvarar från 2016 Åsenhöga distrikt.
Socknens areal är 129,60 kvadratkilometer, varav land 120,95. År 2000 fanns här 956 invånare. Tätorten Åsenhöga med sockenkyrkan Åsenhöga kyrka ligger i socknen. 

## Administrativ historik
Åsenhöga socken har medeltida ursprung.
Före 1869 hörde socken administrativt till Västbo härad och Östbo härad (7 mantal), dock judiciellt till Mo härad.
Vid kommunreformen 1862 övergick socknens ansvar för de kyrkliga frågorna till Åsenhöga församling och för de borgerliga frågorna till Åsenhöga landskommun.  Landskommunen inkorporerades 1952 i Gnosjö landskommun som 1971 uppgick i Gnosjö kommun.
1 januari 2016 inrättades distriktet Åsenhöga, med samma omfattning som församlingen hade 1999/2000.  
Socknen har tillhört samma fögderier och domsagor som Mo härad. De indelta soldaterna tillhörde Jönköpings regemente, Mo härads kompani.

## Geografi
Åsenhöga socken är en starkt kuperad skogs- och mosstrakt med höjder som når över 300 meter över havet.

## Fornlämningar
Känt från socknen är endast ett gravröse.

## Namnet
Namnet (1408 Assins höga ) kommer från prästgården. Namnet betyder 'den höga åsens socken' och syftar på åsen söder om kyrkan. 

### Fotnoter
1. 1 2  Svensk Uppslagsbok Åsenhöga socken
2. 1 2  Harlén, Hans; Harlén Eivy (2003). Sverige från A till Ö: geografisk-historisk uppslagsbok. Stockholm: Kommentus. Libris 9337075. ISBN 91-7345-139-8
3. ↑  Administrativ historik för Åsenhöga socken (Klicka på församlingsposten). Källa: Nationella arkivdatabasen, Riksarkivet.
4. ↑  Indelta soldater, torp och rotar i Jönköpings län Arkiverad 24 januari 2012 hämtat från the Wayback Machine. Jönköpingsbygdens Genealogiska Förening
5. 1 2  Sjögren, Otto (1931). Sverige geografisk beskrivning del 2 Östergötlands, Jönköpings, Kronobergs, Kalmar och Gotlands län. Stockholm: Wahlström & Widstrand. Libris 9939
6. 1 2  Nationalencyklopedin
7. ↑  Fornlämningar, Statens historiska museum: Åsenhöga socken
8. ↑  Fornminnesregistret, Riksantikvarieämbetet: Åsenhöga socken Fornminnen i socknen erhålls på kartan genom att skriva in sockennamn (utan "socken") i "Ange geografiskt område"
9. ↑  Mats Wahlberg, red (2003). Svenskt ortnamnslexikon. Uppsala: Institutet för språk och folkminnen. Libris 8998039. ISBN 91-7229-020-X. https://isof.diva-portal.org/smash/get/diva2:1175717/FULLTEXT02.pdf